# Fred Francis Bosworth

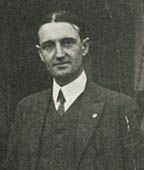
F. F. Bosworth

Fred Francis Bosworth (* 17. Januar 1877 in Utica, Nebraska; † 23. Januar 1958 in Miami, Florida) war ein US-amerikanischer Prediger und Heilungsevangelist der Pfingstbewegung, der insbesondere für sein weit verbreitetes Buch Christ the Healer (deutsch: Christus unser Heiler, 1924) bekannt wurde, das über 500.000 mal verkauft wurde.

## Leben
F. F. Bosworth wurde als Sohn der Methodisten und Farmer Burton und Amelia Bosworth in Utica, Nebraska geboren. Obwohl er in der Landwirtschaft mitarbeiten musste, zeigte sich schon früh seine musikalische Begabung, die dazu führte, dass er Kornett spielen lernte, sich der Dorfkapelle anschloss und in der Nebraska State Band mitspielen durfte. Er wurde fahrender Händler und zeigte ein Talent dafür, das Interesse seiner Kunden zu wecken. Durch eine methodistische Evangelisationsveranstaltung fand er zum christlichen Glauben und wurde nach seiner 1899 erfolgten Heilung von Tuberkulose ein Befürworter der Geistheilung, wie sie der Evangelist John Alexander Dowie betrieb. 1900 heiratete er Estella Hayde. Das Lesen der Zeitschrift von Dowie Blätter der Heilung (englisch: Leaves oft Healing) veranlasste das Ehepaar 1902 nach Zion City, Illinois zu ziehen und sich der Kirche Dowies anzuschließen. Bosworth setzte sein musikalisches Können fort, er wurde Leiter der Zion City Band und formte diese zu einer professionellen Formation um. Die 47 Mitglieder umfassende Band spielte auf den Grossevangelisationen von Dowie und konnte sogar im Madison Square Garden in New York City auftreten.
Als Charles Fox Parham 1906 Zion City besuchte, nahm Bosworth ihn in seinem Haus auf, wo er die Taufe des Heiligen Geistes predigte. Bosworth und seine Frau machten dieselbe Erfahrung und schlossen sich Parham geistlich an. Sie besuchten gemeinsam mit dem Heilungsevangelisten John G. Lake die Azusa Street in Los Angeles, Kalifornien, von wo aus die weltweite Pfingstbewegung ihren Anfang genommen hatte. In Dallas, Texas gründete Bosworth 1910 eine eigene Pfingstgemeinde und führte mehrere Erweckungsveranstaltungen in der Region durch. Besonders wirkungsvoll waren die Veranstaltungen 1912 mit der Evangelistin Maria Woodworth-Etter, die einen erwecklichen Aufbruch in Dallas auslösten. Bosworth war Teil des allgemeinen Konzils der Pfingstgemeinden in Hot Springs, Arkansas, auf dem der Zusammenschluss aller Pfingstgemeinden zu den Assemblies of God beschlossen wurde. Allerdings trennte er sich 1916 von diesem Gemeindeverband, da er das Zungenreden nicht als den ersten Beweis für die Taufe mit dem Heiligen Geist ansehen wollte. Im Juli 1918 gab er auch seine Ordinationsurkunde an die Assemblies of God zurück. In dieser Zeit starb sein einziger Sohn Vernon mit vier Jahren, und 1919 bekam seine erschöpfte Frau Estella Tuberkulose und erlag daran am 16. November. Er fand bald jemand, der sich um die hinterbliebenen zwei Töchter kümmerte. 1922 lernte seine zweite Frau Florence Valentine an der New Yorker Nyack Bible School kennen, die ihn auch in seinem Dienst unterstützte.
Im Auftrag der Christian and Missionary Alliance (CMA), mit er schon früher unterwegs und verbunden war, leitete Bosworth mehrere Erweckungs- und Heilungsveranstaltungen in den USA und in Kanada. Seine Predigten und Heilungsgebete zogen 1924 in Ottawa bis zu 12.000 Zuhörer an, wovon viele eine Glaubensentscheidung trafen. Im gleichen Jahr veröffentlichte er das Buch Christus unser Heiler (englisch: Christ the Healer), worin er Gottes Wesen und die Erlösung durch Jesus Christus auch als Befreiung, Schutz und Heilung auslegte und die Geistheilung legitimierte. Es fand weite Verbreitung innerhalb der Pfingstgemeinschaft und wurde bis ins Jahr 2000 etwa 500.000 mal verkauft.
Mitte der 20er Jahre konzentrierte sich Bosworth sich vorwiegend auf den Raum Chicago, wo er häufig im Chicago Gospel Tabernacle Erweckungsgottesdienste durchführte, die vom Evangelisten Paul Rader gegründet worden war. Wie Rader begann er Radiosendungen auszustrahlen, seine Sendung hieß The Sunshine Hour (deutsch: Eine Stunde Sonnenschein). Etwas später gründete er die National Radio Revival Missionary Crusaders, um viele Hörer mit dem Evangelium zu erreichen. Das Studio befand sich in Bosworths Wohnhaus in River Forrest, und über 250.000 Briefe von betroffenen und geheilten Hörern erreichten ihn, bis er spätestens 1947 mit der Radioarbeit aufhörte.
Im gleichen Jahr, als er 71 Jahre alt war, zogen Bosworth und seine Frau nach Miami, um sich altersgemäß etwas mehr Ruhe und Muße zu gönnen. Aber als William Branham auch in Miami seine Healing Revivals durchführte, besuchten sie diese Veranstaltungen, und danach kam eine Zusammenarbeit der beiden zustande. So begleitete er Branham 1951 nach Südafrika, wo er vor 75.000 Personen auf der Pferderennbahn Grayville in Durban predigen konnte und viele Zuhörer eine Glaubensentscheidung trafen. 1952 beendete Bosworth seine gemeinsamen Auftritte mit Branham, aber er reiste weiterhin ins Ausland, um in Südafrika, Kuba und Japan zu evangelisieren. Nach einer Evangelisationsveranstaltung in Japan starb F. F. Bosworth 1958 zuhause umgeben von seiner Familie.

## Schriften
- Christ the Healer - Sermons on divine healing (deutsch: Christus unser Heiler - Predigten von göttlicher Heilung), Revell 1924, ISBN 0-8007-5739-4 (Neuauflagen 1948 und 2001)